# Giuseppe Marciante
Giuseppe Marciante (ur. 16 lipca 1951 w Katanii) – włoski duchowny katolicki, biskup Cefalù od 2018.

## Życiorys

### Prezbiterat
Święcenia kapłańskie otrzymał 5 października 1980 i został inkardynowany do archidiecezji Katanii. Przez kilka lat pracował jako wikariusz w katańskich parafiach. W latach 1987–1989 przebywał w diecezji Albano, zaś w 1989 został proboszczem rzymskiej parafii św. Romana Męczennika. W 1993 uzyskał inkardynację do diecezji rzymskiej. W 1995 otrzymał nominację na przełożonego XII Prefektury.

### Episkopat
1 czerwca 2009 papież Benedykt XVI mianował go biskupem pomocniczym diecezji rzymskiej, ze stolicą tytularną Thagora. Sakry biskupiej udzielił mu 11 lipca 2009 ówczesny wikariusz generalny diecezji rzymskiej - kard. Agostino Vallini. Odpowiadał za wschód diecezji.
16 lutego 2018 papież Franciszek mianował go biskupem ordynariuszem diecezji Cefalù.